# Orthotrichia submontana
Orthotrichia submontana är en nattsländeart som beskrevs av Wolfram Mey 1995. Orthotrichia submontana ingår i släktet Orthotrichia och familjen smånattsländor. Inga underarter finns listade i Catalogue of Life.